# Apantesis phaleratula
Apantesis phaleratula är en fjärilsart som beskrevs av Embrik Strand 1919. Apantesis phaleratula ingår i släktet Apantesis och familjen björnspinnare. Inga underarter finns listade i Catalogue of Life.